# Buza Tímea
Buza Tímea (Szeged, 1972. augusztus 5. –) magyar színművész.

## Életpályája
Szülővárosában a Bebrits Lajos Közlekedési Szakközépiskolában érettségizett. Előbb tanítói szakon tanult. 1995-1999 között a Színház- és Filmművészeti Főiskola hallgatója volt. Diplomaszerzése után 2005-ig a Vígszínház tagja volt. Később több külföldi színházban is dolgozott.
2007-től működteti Búzaszemek elnevezésű alapítványát, amely gyermekeknek kínál drámapedagógiai foglalkozásokat. 2012-2014 között a Színház- és Filmintézet oktatója volt. 2012-2013 között a Pesti Magyar Színiakadémia tanára is volt.

## Színházi szerepeiből
- William Shakespeare: Sok hűhó semmiért... Beatrice
- William Shakespeare: A vihar... Juno, szellem
- William Shakespeare: Antonius és Kleopátra... Charmian; Szolga
- William Shakespeare: Lóvátett lovagok... Katharine
- Fjodor Mihajlovics Dosztojevszkij: Bűn és bűnhődés... Nasztaszja
- Alekszandr Nyikolajevics Osztrovszkij: Jövedelmező állás... Feliszáta Geraszimovna Kukuskina
- Henrik Ibsen: Nóra... Szobalány Helmeréknél
- Bertolt Brecht: A szecsuáni jólélek... Sógornő
- Albert Camus: A félreértés... Martha
- Samuel Beckett: Játék... A2
- Molnár Ferenc: Liliom... Marika
- Füst Milán: A zongora... Johanna, Mühlstad felesége
- Ben Elton: Popcorn... Kirsten, technikus
- Heiner Müller: Kvartett... Marteuil
- Hamvai Kornél: Kitty Flynn... Kitty Flynn, szállodai mindeneslány
- Kárpáti Péter: Pájinkás János... Nénnye
- Groó Diana – Bertolt Brecht: 'Pár hét az egész'... A feleség
- Háy János:A Herner Ferike faterja …Rendőrné
- Scott McPherson: Marvin szobája …Dr.Charlotte
- Tracy Letts:A nevem Mary Page Marlowe …Mary nővér
- Daniel Keyes :Az ötödik Sally…Duffy

## Filmes és televíziós szerepei
- Cella – Letöltendő élet (2023)
- Egyszer volt Budán Bödör Gáspár (2020)
- A vége/the End (2019)
- Swing (2014)
- Szabadesés (2014)
- Boldog születésnapotǃ (2003)
- Szomszédok (1993)
- A Herner Ferike faterja (2021)
- Hat hét (2022)
- Cellamesék (2021)